# Šahíd Bahman Bagheri (C110-4)
Šahíd Bahman Bagheri (C110-4) je nosič dronů námořnictva íránských Islámských revolučních gard. Vznikl přestavbou kontejnerové lodě. Ke konci roku 2024 procházel zkouškami.

## Stavba

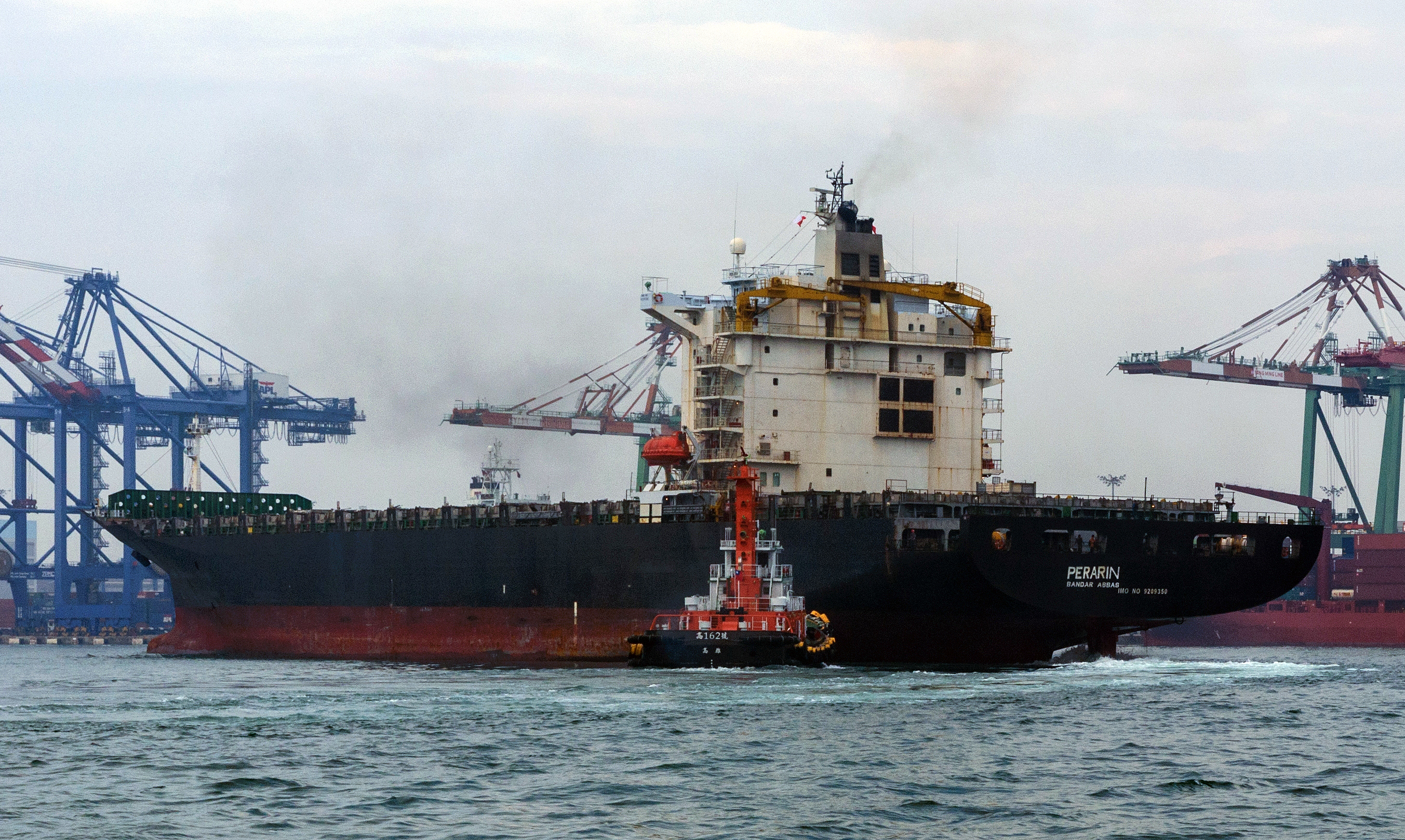
Kontejnerová loď Perarin

Plavidlo vzniklo přestavbou civilní kontejnerové lodě Perarin (IMO: 9209350). Přestavbu provedla loděnice Iran Shipbuilding & Offshore Industries Complex Company (ISOICO) poblíž Bandar Abbásu. Tato loděnice uskutečnila i další přestavby civilních plavidel pro vojenské účely. Zahájení prací je odhadováno na květen 2022. Stejná loděnice přestavěla jiné plavidlo na íránskou mobilní bázi Makrán (441). Spuštění plavidla Shahid Baqeri dle odhadů proběhlo v roce 2023. Termín jeho plánovaného přijetí do služby není znám. V roce 2024 plavidlo zahájilo námořní zkoušky. Do služby bylo plavidlo uvedeno 6. února 2025.

## Konstrukce
Plavidlo bylo vybaveno úhlovou letovou palubou o délce 180 metrů. Na přídi se nachází skokanský můsek usnadňující vzlet dronů. Neseny mohou být rovněž vrtulníky. Zachována však zůstala rozměrná záďová nástavba původního plavidla, stejně jako přistávací plocha pro vrtulníky na zádi. Toto řešení dává plavidlu neobvyklý vzhled. Není známo, zdali je plavidlo vybaveno záchytnými lany, usnadňujícími přistání. Dle vyjádření velitele námořnictva pojme až šedesát dronů a dále může nést třicet malých útočných člunů typu Ašúra.